# Persone di nome Erika
| Questa pagina contiene informazioni ricavate automaticamente dalle voci biografiche con l'ausilio del template Bio e di un bot. L'aggiornamento è periodico e automatico e ricostruisce completamente la pagina. Se manca una persona in questa lista, sei pregato di non aggiungerla, ma accertati piuttosto che la sua voce biografica contenga il template Bio e che i dati anagrafici siano correttamente compilati. Se il template Bio manca, inseriscilo tu stesso o, in alternativa, metti l'avviso {{tmp\|Bio}} che ne segnala la mancanza. Se i dati riportati sono sbagliati, correggi direttamente la voce biografica; le modifiche saranno visibili in questa lista entro pochi giorni. Per chiarimenti vedi il progetto antroponimi. La lista contiene solo le 108 persone che sono citate nell'enciclopedia e per le quali è stato implementato correttamente il template Bio. Pagina aggiornata al 22 lug 2025. |

Questa è una lista di persone presenti nell'enciclopedia che hanno il nome Erika, suddivise per attività principale.

## Agenti segreti(2)
- Erika Chambers, agente segreto britannico
- Erika Lehmann, agente segreto tedesca (Oberschopfheim, n. 1917)

## Altiste(3)
- Erika Furlani, altista italiana (Marino, n. 1996)
- Erika Kinsey, altista svedese (Nälden, n. 1988)
- Erika Seyama, altista swati (Lubombo, n. 1994)

## Archeologhe(1)
- Erika Simon, archeologa tedesca (Ludwigshafen am Rhein, n. 1927 - Würzburg, † 2019)

## Astrofisiche(1)
- Erika Böhm-Vitense, astrofisica tedesca (Stockelsdorf, n. 1923 - Seattle, † 2017)

## Attiviste(1)
- Erika von Brockdorff, attivista tedesca (Kołobrzeg, n. 1911 - Berlino, † 1943)

## Attrici(18)
- Erika Alexander, attrice statunitense (Winslow, n. 1969)
- Erika Anderson, attrice e modella statunitense (Tulsa, n. 1963)
- Erika Bernardi, attrice e personaggio televisivo italiana (Palmanova, n. 1976)
- Erika Blanc, attrice italiana (Gargnano, n. 1942)
- Erika Buenfil, attrice messicana (Monterrey, n. 1963)
- Erika Christensen, attrice statunitense (Seattle, n. 1982)
- Erika Dannhoff, attrice tedesca (Berlino, n. 1909 - † 1996)
- Erika Flores, attrice statunitense (Grass Valley, n. 1979)
- Erika Henningsen, attrice e cantante statunitense (San Francisco, n. 1992)
- Riki Lindhome, attrice statunitense (Coudersport, n. 1979)
- Kika Markham, attrice britannica (Prestbury, n. 1940)
- Erika Remberg, attrice austriaca (Medan, n. 1932 - Benidorm, † 2017)
- Erika Rosenbaum, attrice canadese (Québec, n. 1980)
- Erika Sainte, attrice e regista belga (n. 1981)
- Erika Sandri, attrice italiana (Bologna)
- Erika Sawajiri, attrice, modella e cantante giapponese (Nerima, n. 1986)
- Erika Toda, attrice giapponese (Kōbe, n. 1988)
- Erika von Thellmann, attrice austriaca (Levoča, n. 1902 - Calw, † 1988)

## Attrici pornografiche(1)
- Erika Bella, ex attrice pornografica ungherese (Budapest, n. 1972)

## Attrici teatrali(1)
- Erika Nymgau-Odemar, attrice teatrale, attrice cinematografica e doppiatrice tedesca (Lipsia, n. 1889 - Merano, † 1981)

## Calciatrici(6)
- Erika Di Lascio, calciatrice italiana (Varese, n. 1996)
- Erika Lauriola, calciatrice italiana (Tolmezzo, n. 1996)
- Erika Pecchia, calciatrice italiana (Roma, n. 1993)
- Erika Ponzio, calciatrice italiana (Torino, n. 1993)
- Erika Santoro, calciatrice italiana (Ravenna, n. 1999)
- Erika Vázquez, calciatrice spagnola (Pamplona, n. 1983)

## Canoiste(2)
- Erika Géczi, ex canoista ungherese (Budapest, n. 1959)
- Erika Mészáros, ex canoista ungherese (Budapest, n. 1966)

## Canottiere(1)
- Erika Bello, ex canottiera italiana (Civitavecchia, n. 1975)

## Cantanti(7)
- Erika, cantante italiana (Monte San Biagio, n. 1984)
- Erika Grassi, cantante italiana († 2020)
- Erika Jayne, cantante e attrice statunitense (Atlanta, n. 1971)
- Taja, cantante lituana (Vilnius, n. 1982)
- Erika Norberg, cantante svedese (Skellefteå, n. 1967)
- Erika J. Othen, cantante, modella e attrice statunitense (Long Island, n. 1986)
- Erika Vikman, cantante finlandese (Tampere, n. 1993)

## Cantautrici(2)
- Erika M. Anderson, cantautrice statunitense (Dakota del Sud, n. 1982)
- Amara, cantautrice italiana (Prato, n. 1984)

## Cestiste(3)
- Erika Aleotti, ex cestista italiana (Mirandola, n. 1980)
- Erika Dobrovičová, ex cestista cecoslovacca (Prešov, n. 1967)
- Erika Striulli, cestista italiana (Venezia, n. 1990)

## Doppiatrici(1)
- Erika Harlacher, doppiatrice statunitense (California, n. 1990)

## Fisiche(1)
- Erika Cremer, fisica e chimica tedesca (Monaco di Baviera, n. 1900 - Innsbruck, † 1996)

## Fotografe(1)
- Erika Groth-Schmachtenberger, fotografa tedesca (Frisinga, n. 1906 - Würzburg, † 1992)

## Ginnaste(3)
- Erika Fasana, ex ginnasta italiana (Como, n. 1996)
- Erika Zafirova, ginnasta bulgara (Kjustendil, n. 1999)
- Erika Zuchold, ginnasta tedesca (Lucka, n. 1947 - Asunción, † 2015)

## Giocatrici di calcio a 5(4)
- Erika Campesi, giocatrice di calcio a 5 e ex calciatrice italiana (Olbia, n. 1993)
- Erika Ferrara, giocatrice di calcio a 5 e ex calciatrice italiana (Fermo, n. 1999)
- Erika Moretti, giocatrice di calcio a 5 e ex calciatrice italiana (Torino, n. 1993)
- Erika Villani, giocatrice di calcio a 5 e ex calciatrice italiana (Scorrano, n. 1988)

## Giocatrici di softball(1)
- Erika Piancastelli, giocatrice di softball italiana (Modena, n. 1996)

## Giornaliste(1)
- Erika Bjerström, giornalista e scrittrice svedese (Gävle, n. 1962)

## Hockeiste su ghiaccio(2)
- Erika Holst, hockeista su ghiaccio svedese (Varberg, n. 1979)
- Erika Lawler, ex hockeista su ghiaccio statunitense (Fitchburg, n. 1987)

## Magistrate(1)
- Erika Aifán, giudice guatemalteca (n. 1975)

## Modelle(3)
- Erika Eleniak, modella e attrice statunitense (Glendale, n. 1969)
- Erika Harold, modella statunitense (Champaign, n. 1980)
- Erika Linder, modella e attrice svedese (Sundbyberg, n. 1990)

## Nuotatrici(5)
- Erika Brown, nuotatrice statunitense (Modesto, n. 1998)
- Erika Fairweather, nuotatrice neozelandese (Dunedin, n. 2003)
- Erika Ferraioli, ex nuotatrice italiana (Roma, n. 1986)
- Erika Trentin, nuotatrice artistica italiana (Vicenza, n. 1988)
- Erika Villaécija, ex nuotatrice spagnola (Barcellona, n. 1984)

## Pallanuotiste(1)
- Erika Lava, ex pallanuotista italiana (Osio Sotto, n. 1983)

## Pallavoliste(1)
- Erika Araki, pallavolista giapponese (Okayama, n. 1984)

## Pistard(1)
- Erika Salumäe, ex pistard estone (Pärnu, n. 1962)

## Pittrici(1)
- Erika Giovanna Klien, pittrice e pedagoga austriaca (Borgo Valsugana, n. 1900 - New York, † 1957)

## Politiche(2)
- Erika Stefani, politica italiana (Valdagno, n. 1971)
- Erika Steinbach, politica tedesca (Rahmel, n. 1943)

## Registe(1)
- Erika Lust, regista, produttrice cinematografica e scrittrice svedese (Stoccolma, n. 1977)

## Rugbiste a 15(2)
- Erika Morri, rugbista a 15, allenatrice di rugby a 15 e dirigente sportiva italiana (Bologna, n. 1971)
- Erika Skofca, rugbista a 15 italiana (Tolmezzo, n. 1998)

## Saggiste(2)
- Erika Leonardi, saggista italiana (Catania, n. 1954)
- Erika Mann, saggista, scrittrice e antifascista tedesca (Monaco di Baviera, n. 1905 - Zurigo, † 1969)

## Schermitrici(1)
- Erika Kirpu, schermitrice estone (Mosca, n. 1992)

## Sciatrici alpine(9)
- Erika Della Moretta, ex sciatrice alpina italiana (n. 1970)
- Erika Dicht, ex sciatrice alpina svizzera (n. 1981)
- Erika Forss, ex sciatrice alpina svedese (n. 1977)
- Erika Gfrerer, ex sciatrice alpina austriaca (n. 1962)
- Erika Hess, ex sciatrice alpina svizzera (Engelberg, n. 1962)
- Erika Mahringer, sciatrice alpina austriaca (Linz, n. 1924 - Mayrhofen, † 2018)
- Erika Netzer, sciatrice alpina austriaca (Sankt Gallenkirch, n. 1937 - San Gallo, † 1977)
- Erika Pykäläinen, sciatrice alpina finlandese (Hyvinkää, n. 2001)
- Erika Schinegger, ex sciatrice alpina austriaca (Sankt Urban, n. 1948)

## Scrittrici(2)
- Erika Fatland, scrittrice e antropologa norvegese (Haugesund, n. 1983)
- E. L. James, scrittrice britannica (Londra, n. 1963)

## Slittiniste(2)
- Erika Außerdorfer, slittinista italiana (Tires, n. 1940 - Nova Ponente, † 2018)
- Erika Lechner, ex slittinista italiana (Maranza, n. 1947)

## Soprani(2)
- Erika Köth, soprano tedesco (Darmstadt, n. 1925 - Spira, † 1989)
- Erika Miklósa, soprano ungherese (Kiskunhalas, n. 1970)

## Tenniste(3)
- Erika De Lone, ex tennista statunitense (Boston, n. 1972)
- Erika Sema, tennista giapponese (Tokyo, n. 1988)
- Erika Vollmer, tennista tedesca (Graz, n. 1925 - Fulda, † 2021)

## Traduttrici(1)
- Erika Fuchs, traduttrice tedesca (Rostock, n. 1906 - Monaco di Baviera, † 2005)

## Tripliste(1)
- Erika Saraceni, triplista italiana (Milano, n. 2006)

## Violiniste(2)
- Erika Dobosiewicz, violinista e musicista polacca (Varsavia, n. 1967 - Città del Messico, † 2023)
- Erika Morini, violinista austriaca (Vienna, n. 1904 - New York, † 1995)

## Wrestler(1)
- Aja Kong, wrestler giapponese (Tokyo, n. 1970)

## Senza attività specificata(1)
- Erika Nordby, canadese (Edmonton, n. 2000)